# Râul Valea Seacă, Corozel
Râul Valea Seacă este un curs de apă, afluent al râului Corozel. 